# Halaelurus
Halaelurus — рід акул родини Котячі акули. Має 7 видів. Інша назва плямиста котяча акула, така сама як у Bythaelurus та Schroederichthys.

## Опис
Загальна довжина представників цього роду коливається від 36 до 56 см. Голова велика та сплощена. Очі помірно великі, мигдалеподібні, з мигальною перетинкою. За ними розташовані крихітні бризкальця. Ніздрі з носовими клапанами. Губні борозни короткі. Рот вузький, дугоподібний. Зуби дрібні з декількома верхівками, з яких центральна є висока та шилоподібна, бокові (зазвичай 2) — маленькі. У них 5 пар відносно довгих зябрових щілин. Тулуб стрункий і довгий. Грудні плавці розвинені, широкі. Має 2 невеличких спинних плавця однакового розміру та форми. Хвостовий плавець вузький, гетероцеркальний.
Забарвлення строкато-плямисте, проте менше контрастне на відміну від родів Bythaelurus та Schroederichthys. Зазвичай присутні світлі та темні плями, що розкидані довільно.

## Спосіб життя
Є глибоководними акула. Тримаються континентального шельфу та острівних схилів. Вони доволі мляві та малорухливі. Полюють біля дна. Живляться переважно креветками, рачками, крабами, а також головоногими молюсками і дрібною костистою рибою.
Це яйцекладні акули. Самиця зазвичай відкладає 2 яйця.
Не є об'єктом промислового вилову.
Не становлять загрози для людини.

## Розповсюдження
Мешкають на півдні Індійського океану та у західній частині Тихого океану.

## Види
- Halaelurus boesemani  Springer & D'Aubrey, 1972
- Halaelurus buergeri  (Müller & Henle, 1838)
- Halaelurus lineatus  Bass, D'Aubrey & Kistnasamy, 1975
- Halaelurus maculosus  White, Last & Stevens, 2007
- Halaelurus natalensis  (Regan, 1904)
- Halaelurus quagga  (Alcock, 1899)
- Halaelurus sellus  White, Last & Stevens, 2007